# Gabriel Peña
Gabriel D. Peña Menéndez (1924 – Guayaquil, 30 maggio 1976) è stato un cestista ecuadoriano.

## Carriera
Con l'Ecuador ha disputato i Campionati del mondo del 1950, segnando 4 punti in 5 partite.